# Aaron Boupendza
Aaron Salem Boupendza Pozzi (ur. 7 sierpnia 1996 w Moandzie, zm. 16 kwietnia 2025 w Hangzhou) – gaboński piłkarz grający na pozycji napastnika.

## Kariera klubowa
Swoją piłkarską karierę Boupendza rozpoczął w klubie CF Mounana. W 2015 roku zadebiutował w jego barwach w pierwszej lidze gabońskiej. W sezonie 2015 zdobył z nim Puchar Gabonu, a w sezonie 2015/2016 został z nim mistrzem Gabonu.
W 2016 roku Boupendza został zawodnikiem Girondins Bordeaux. W sezonie 2016/2017 grał w jego rezerwach. Latem 2017 został wypożyczony do trzecioligowego Pau FC, w którym zadebiutował 17 sierpnia 2017 w przegranym 1:4 domowym meczu z SO Cholet. W Pau spędził rok.
W lipcu 2018 Boupendza został wypożyczony do drugoligowego Gazélec Ajaccio. Swój debiut w nim zaliczył 27 lipca 2018 w zremisowanym 1:1 domowym meczu z Paris FC. Grał w nim do grudnia 2018.
W grudniu 2018 Boupendzę wypożyczono do trzecioligowego Tours FC. Swój debiut w nim zanotował 13 grudnia 2018 w przegranym 0:1 wyjazdowym meczu ze Stade Lavallois. W Tours grał przez pół roku.
W lipcu 2019 Boupendza trafił na wypożyczenie do portugalskiego drugoligowca, CD Feirense. Swój debiut w nim zaliczył 11 sierpnia 2019 w zwycięskim 2:0 domowym meczu z UD Vilafranquense. Spędził w nim rok.
Latem 2020 Boupendza odszedł z Bordeaux do tureckiego Hataysporu. Zadebiutował w nim 26 września 2019 w wygranym 1:0 domowym spotkaniu z Kasımpaşą. W sezonie 2020/2021 strzelił dla Hataysporu 22 gole i został królem strzelców Süper Lig.
W sierpniu 2021 Boupendza został zawodnikiem katarskiego Al-Arabi SC, który zapłacił za niego 4,25 miliona euro. W nim swój debiut zanotował 12 września 2021 w zwycięskim 1:0 wyjazdowym meczu z Al-Wakrah SC. W debiucie strzelił gola.
W sierpniu 2022 Boupendza został zawodnikiem arabskiego Asz-Szabab Rijad, którym zapłacił za niego 7 milionów euro. Zadebiutował w nim 26 sierpnia 2022 w wygranym 3-0 domowym meczu z Al-Batin w którym strzelił bramkę.
W 2023 roku Boupendza przeszedł do FC Cincinnati. Swój debiut w nim zaliczył 16 lipca 2023 w wygranym 3:1 domowym meczu z Nashville SC. W debiucie strzelił gola.
| Sezon   | Klub                   | Kraj              | Rozgrywki                     | Mecze | Gole |
| ------- | ---------------------- | ----------------- | ----------------------------- | ----- | ---- |
| 2015    | CF Mounana             | Gabon             | Gabon Championnat National D1 | ?     | ?    |
| 2015/16 | CF Mounana             | Gabon             | Gabon Championnat National D1 | 6     | 6    |
| 2016/17 | Girondins Bordeaux B   | Francja           | CFA 2                         | 20    | 8    |
| 2017/18 | Pau FC (wyp.)          | Francja           | Championnat National          | 21    | 14   |
| 2017/18 | Pau FC B (wyp.)        | Francja           | CFA 2                         | 3     | 2    |
| 2018/19 | Gazélec Ajaccio (wyp.) | Francja           | Ligue 2                       | 10    | 0    |
| 2018/19 | Tours FC (wyp.)        | Francja           | Championnat National          | 12    | 3    |
| 2019/20 | CD Feirense (wyp.)     | Portugalia        | Segunda Liga                  | 9     | 0    |
| 2020/21 | Hatayspor              | Turcja            | Süper Lig                     | 36    | 22   |
| 2021/22 | Al-Arabi SC            | Katar             | Qatar Stars League            | 16    | 8    |
| 2022/23 | Al-Arabi SC            | Katar             | Qatar Stars League            | 1     | 0    |
| 2022/23 | Asz-Szabab Rijad       | Arabia Saudyjska  | Saudi Professional League     | 17    | 11   |
| 2023/24 | FC Cincinnati          | Stany Zjednoczone | MLS                           | 24    | 7    |
| 2024/25 | Rapid Bukareszt        | Rumunia           | Liga I                        | 9     | 3    |
| 2025    | Zhejiang Professional  | Chiny             | CSL                           | 6     | 4    |

## Kariera reprezentacyjna
W reprezentacji Gabonu Boupendza zadebiutował 10 stycznia 2016 w zremisowanym 1:1 towarzyskim meczu z Ugandą, rozegranym w Njeru. W 2022 roku został powołany do kadry na Puchar Narodów Afryki 2021. Na tym turnieju rozegrał cztery mecze: grupowe z Komorami (1:0), w którym strzelił gola, z Ghaną (1:1) i z Marokiem (2:2) oraz w 1/8 finału z Burkiną Faso (1:1, k. 6:7).

## Śmierć
Zginął 16 kwietnia 2025, na skutek upadku z wysokości. Wypadł z 11. piętra budynku w Hangzhou.